# Adășeni
Adășeni es una comuna rumana del condado de Botoșani.

## Historia
En la segunda mitad del siglo XX la comuna de Adășeni ya estaba formada por las localidades de Adășeni y Zoițani, en el condado de Botoșani. En el censo de 2021 la comuna tenía una población de 1328 habitantes.